# Clement Calhoun Young
Clement Calhoun Young (28 avril 1869 – 24 décembre 1947) est un homme politique américain, membre du Parti progressiste puis du Parti républicain. Élu cinq fois de suite à l'Assemblée de l'État de Californie de 1909 à 1919, il est Lieutenant-Gouverneur de Californie de 1919 à 1927 avant de devenir le 26e Gouverneur de Californie de 1927 à 1931.

## Début de carrière
Né à Lisbon dans le New Hampshire, Clement Calhoun Young s'installe en Californie au cours de son enfance et est diplômé de l'université de Berkeley en 1892. Il enseigne l'anglais à Santa Rosa de 1892 à 1893 puis à San Francisco de 1893 à 1906. Parallèlement, il s'implique dans le fonctionnement de la National Education Association et publie en 1904 avec Charles Mills Gayley un livre intitulé The Principles and Progress of English Poetry.
Installé à Berkeley, Clement Calhoun Young devient représentant de son district à l'Assemblée de l'État de Californie en 1909 où il est un appui du gouverneur Hiram Johnson. En 1913, il devient speaker de l'assemblée et l'année suivante, il est réélu à son siège sous les couleurs du Parti progressiste avant de revenir dans le giron républicain après la désagrégation de ce dernier en 1916.
En 1918, il est élu Lieutenant-Gouverneur de Californie. Il est réélu à son poste en 1922 après avoir été membre du collège électoral lors de l'élection présidentielle américaine de 1920. En 1926, la forte impopularité de Friend William Richardson chez les républicains permet aux progressistes de battre les conservateurs et d'obtenir la nomination de Clement Calhoun Young lors des primaires face au gouverneur sortant. Au cours de la campagne, Young a le soutien de l'ancien gouverneur Hiram Johnson et obtient une victoire écrasante avec 71,3 % des voix.

## Gouverneur de Californie
Lors de son entrée en fonction, Young se fixe plusieurs objectifs : réformer le système de financement des routes d'État de Californie afin qu'il s’appuie sur une taxe pétrolière et non plus sur l'emprunt, clarifier les compétences des diverses administrations chargées de l'éducation, soutenir un système de primaires ouvertes et construire des établissements pénitentiaires en particulier pour les femmes (la mixité de la prison d'État de San Quentin lui apparaissant anormale).
Au cours de sa première année de mandat, l'assemblée de Californie met en place une commission des parcs d’État qui est constituée de : Frederick R. Burnham, W. F. Chandler, William E. Colby, Henry W. O'Melveny, et Ray Lyman Wilbur. En 1928, une enveloppe de 6 millions de dollars est votée entrainant la création du California Department of Parks and Recreation.
En juin 1927, il accorde sa grâce à Charlotte Anita Whitney, une membre du Parti communiste des États-Unis d'Amérique. Cette dernière a été arrêtée en 1919 à l'issue d'un meeting en vertu d'une loi permettant la répression syndicale. Tout en soutenant, à la suite de la Cour suprême des États-Unis, la constitutionnalité de la loi ayant permis sa condamnation, Young accorde son pardon du fait que les conditions d'organisation du procès avaient influencé le jury et que dans des circonstances ordinaires l'affaire n'aurait pas donné lieu à poursuites.
Le 23 novembre 1927, une mutinerie éclate dans la prison de Folsom et les prisonniers prennent le contrôle des bâtiments retenant des gardiens en otage. Young mobilise la garde nationale de Californie et fait venir deux tanks de Salinas. Devant le déploiement de forces, les prisonniers choisissent de capituler sans violence.
En 1929, il signe la loi instituant la police de la route de Californie. La même année, il établit une commission chargée d'étudier la construction d'un point reliant San Francisco à la rive est de la baie de San Francisco. Les résultats des travaux de cette commission débouchent sur la construction de Bay Bridge qui est ouvert à la circulation en 1936.
À la suite d'un mouvement de grève des ouvriers agricoles mexicains dans la vallée impériale en 1928, un rapport est remis au gouverneur en 1930. Il souligne que pour les tâches agricoles les Mexicains ont supplantés les autres migrants et qu'ils effectuent le travail que les "blancs" ne veulent pas faire. Il souligne aussi que de nombreuses pratiques d'embauche, comme celle consistant à retenir 25 % du salaire des migrants, sont sans doute illégales.
La fusion bancaire devant donner naissance à la Bank of America approuvée par Will C. Wood, surintendant du monde bancaire nommé par le gouverneur, fait perdre à Young le soutien des progressistes. En effet ces derniers, opposés aux conglomérats, désapprouvent la fusion et l'accusent de l'avoir soutenu en raison des dons accordés par Amadeo Giannini, le patron de la banque, lors de la campagne de 1926.
Cette perte de soutien, couplée aux difficultés liées à la Grande Dépression, expliquent la défaite de Young face à James Rolph lors des primaires de 1930 pour le poste de gouverneur.

## Fin de carrière
À la suite du décès de James Rolph, Young se présente aux primaires de 1934 pour le poste de gouverneur mais est battu par Frank Merriam. Il se retire dès lors définitivement de la vie politique. Il occupe alors la fonction de vice-président d'un groupe d'agents immobiliers. Il meurt le 24 décembre 1947 à Berkeley.